# 3rd Station
Albums de Maki Gotō
2 Paint It Gold
(2004) How to Use Sexy
(2007)
Compilations par Maki Gotō
Premium Best 1
(2005)
Singles
3rd Station (3rdステーション) est le 3e album en solo de Maki Gotō dans le cadre du Hello! Project, sorti le 23 février 2005 au Japon sous le label Piccolo Town.

## Présentation
L'album est écrit et produit par Tsunku (sauf une reprise). Il atteint la 11e place du classement de l'Oricon. Il se vend à 26 150 exemplaires la première semaine, et reste classé pendant 4 semaines, pour un total de 32 356 exemplaires vendus. C'est le 3e album le plus vendu de Maki Gotō à ce jour (2010).
Il contient trois titres sortis précédemment en singles en 2004 : Sayonara no Love Song, Yokohama Shinkirō et Sayonara 'Tomodachi ni wa Naritakunai no'. Il contient également deux reprises : une reprise de la chanson Watarasebashi de Chisato Moritaka, et une version en solo de la chanson Renai Sentai Shitsu Ranger du groupe Nochiura Natsumi (avec Gotō) sortie en single en 2004.
Le prochain album studio de Maki Goto, How to Use Sexy, ne sortira que deux ans et demi plus tard, en septembre 2007. La compilation Maki Goto Premium Best 1 sort entre-temps fin 2005.

## Liste des titres
Toutes les paroles sont écrites par Tsunku, sauf titre 6 par Chisato Moritaka.
| 1.  | Ekizo na Disco (エキゾなDISCO)                                                 | Tsunku / Hirata Shōichirō                      | 3:43 |
| 2.  | Sayonara 'Tomodachi ni wa Naritakunai no' (さよなら「友達にはなりたくないの」) | Taisei / Suzuki "Daichi" Hideyuki              | 3:49 |
| 3.  | Yokohama Shinkirō (横浜蜃気楼)                                                 | Hatake / Nishida Masashi                       | 3:22 |
| 4.  | Singapore Transit (シンガポール トランジット)                                  | Tsunku / Takahashi Yuichi                      | 4:30 |
| 5.  | Rai Rai! "Shinfuu" (来来!「幸福」)                                             | Tsunku / Tanaka Nao                            | 3:04 |
| 6.  | Watarasebashi (Goto Version) (渡良瀬橋) (後藤Version)                          | Saitō Hideo / Magaino Kōji                     | 4:16 |
| 7.  | Positive Genki! (ポジティブ元気!)                                              | Tsunku / Suzuki "Daichi" Hideyuki, New Rote'ka | 4:01 |
| 8.  | Sayonara no Love Song (サヨナラのLOVE SONG)                                    | Tsunku / Makaino Koji                          | 4:45 |
| 9.  | Renai Sentai Shitsu Ranger (Goto Version) (恋愛戦隊シツレンジャー) (後藤)      | Tsunku / Suzuki "Daichi" Hideyuki              | 4:15 |
| 10. | Station (ステーション)                                                         | Tsunku / Hirata Shōichirō                      | 4:22 |
| 11. | 19 Sai no Hitorigoto (19歳のひとり言)                                          | Tsunku / Takahashi Yuichi                      | 4:53 |